# Дорофеев, Константин Константинович
Константин Константинович Дорофеев (1875—1920) — полковник Генерального штаба, герой Первой мировой войны, участник Белого движения.

## Биография
Сын коллежского советника. Среднее образование получил в Санкт-Петербургском 2-м реальном училище.
В 1896 году окончил Военно-топографическое училище, откуда выпущен был подпоручиком в Корпус военных топографов. Произведен в поручики 6 декабря 1899 года, в штабс-капитаны — 6 декабря 1903 года, в капитаны — 6 декабря 1905 года.
В 1907 году окончил Николаевскую академию Генерального штаба по 1-му разряду. В 1907—1909 годах отбывал цензовое командование ротой в 106-м пехотном Уфимском полку. 26 ноября 1909 года переведен в Генеральный штаб с назначением старшим адъютантом штаба 15-й кавалерийской дивизии, а 26 декабря того же года назначен старшим адъютантом штаба 4-й кавалерийской дивизии.
29 апреля 1914 года назначен исправляющим должность старшего адъютанта штаба Брест-Литовской крепости, а 18 ноября того же года произведен в подполковники с утверждением в должности. 20 декабря 1914 года назначен начальником штаба Ивангородской крепости. Участник Первой мировой войны. 12 апреля 1915 года назначен и. д. начальника штаба 1-й Кубанской казачьей дивизии, а 14 июня того же года — и. д. начальника штаба 26-й пехотной дивизии. 6 декабря 1915 года произведен в полковники. 10 июня 1916 года назначен и. д. начальника штаба 13-й пехотной дивизии. Удостоен ордена Св. Георгия 4-й степени
За то, что составил план операции форсирования р. Серет на фронте Ратыще—Чистопады и овладения укрепленной позиции противника за этой рекой, на основании лично произведенной им разведки, сопряженной с явной опасностью для жизни, результатом чего и было овладение дивизией 22 июля 1916 года сильно укрепленными высотами правого берега р.р. Граберки и Серета и д.д. Мендзыгуры, Ратыще и Чистопады. Произведя вновь лично рекогносцировку под огнем противника, полковник Дорофеев составил план прорыва расположения противника у д. Нетерпинце, принял деятельное участие в выполнении этой операции в боях по 31 июля 1916 года, результатом чего и явилось решительное поражение противника, занятие его позиций и захват трофеев: 138 офицеров, 5943 нижних чина пленными, 19 пулеметов и 8 бомбометов.
28 сентября 1916 года назначен командиром 52-го пехотного Виленского полка, а 10 июня 1917 года — начальником штаба 6-й гренадерской дивизии. Был избран членом Центрального правления Союза Георгиевских кавалеров.
После Октябрьской революции принял командование штабом Московского военного округа и возглавил формирование добровольческих офицерско-юнкерских отрядов в Александровском военном училище для сопротивления большевикам. В ноябре 1917 года прибыл на Дон в Добровольческую армию и был зачислен в Георгиевскую роту. В декабре того же года был командирован в Крым для организации отдела армии, с 1 июля 1918 года состоял в Крымском центре, был начальником штаба Крымского центра и командующим войсками Добровольческой армии в Крыму. На 15 июня 1919 года — начальник штаба Терской отдельной бригады ВСЮР. Позднее в том же году был назначен начальником штаба 8-й (21-й) пехотной дивизии. Погиб на Северном Кавказе в 1920 году.

## Награды
- Орден Святого Станислава 3-й ст. (ВП 25.02.1912)
- Орден Святой Анны 3-й ст. (ВП 11.05.1914)
- Орден Святой Анны 4-й ст. с надписью «за храбрость» (ВП 10.03.1915)
- Орден Святой Анны 2-й ст. с мечами (ВП 18.03.1915)
- Орден Святого Станислава 2-й ст. с мечами (ВП 10.04.1915)
- Орден Святого Владимира 4-й ст. с мечами и бантом (ВП 14.11.1916)
- Орден Святого Георгия 4-й ст. (ПАФ 4.04.1917)
- старшинство в чине полковника с 6 декабря 1914 года (ВП 3.12.1916)